# Giuseppe Turcato
Giuseppe Turcato, detto "Marco" (Castelfranco Veneto, 6 febbraio 1913 – Venezia, 23 ottobre 1996), è stato un partigiano, politico e saggista italiano.

## Biografia
Figlio di Francesco ed Elvira Zamboni. Il nonno paterno Ferdinando, un semplice falegname, fu tra i fondatori della Sezione Socialista a Castelfranco Veneto. Il nonno materno Giuseppe Zamboni nel 1959 fu volontario nell’esercito piemontese, fuggendo da Portogruaro, allora sotto il dominio Austriaco. Nel 1917 durante la rotta di Caporetto la famiglia fu sfollata a Venezia presso l’abitazione della nonna Zamboni. Città presso la quale nel 1921 il papà divenne cancelliere presso il tribunale.
Giuseppe dopo aver frequentato le scuole tecniche, passò al liceo scientifico ma, a causa di un lungo periodo di malattia, dovette interrompere gli studi. A 17 anni, nel 1930, fu assunto come semplice impiegato presso la Azienda Cellina del gruppo Sade. Continuò però gli studi da autodidatta con due grandi passioni: gli scacchi presso il locale circolo Carlo Salvioli e i romanzi di Emilio Salgari del quale diventerà uno dei più importanti studiosi.

## Antifascista, partigiano, politico, saggista
Giuseppe, Bepi per tutti, insofferente del regime e grazie il legame di amicizia con Francesco Tecchiati, un collega operaio – filosofo, antifascista, aderente clandestino a Giustizia e Libertà, strinse legami con importanti intellettuali dell’epoca. Tra questi c’era il filosofo Giuseppe Rensi dell’Università di Genova e lo storico professore Gino Luzzatto che lo accoglierà nella rivista Nuova rivista storica dove avrà modo di pubblicare diversi saggi.
Nella seconda metà degli anni Trenta aderì al PCdI come responsabile economico del Soccorso Rosso.
Durante la Resistenza, con il nome di battaglia Marco divenne il Commissario politico della brigata Francesco Biancotto.
Fu l’ideatore e organizzatore di quella che fu definita la "beffa del teatro Goldoni" del 12 marzo 1945 nella quale un gruppo di partigiani  irruppero nel teatro gremito di tedeschi e fascisti durante una rappresentazione di Pirandello per leggere un comunicato antifascista che invitava all’insurrezione della città.
Nel dopo guerra fu consigliere comunale per il PCI a Venezia. Si ritirò dalla vita politica nel 1956.
La sua biblioteca (con più di 3000 libri) è stata accolta presso la Biblioteca civica di Verona.
Il 23 ottobre 2011, nel quindicesimo della morte, l’Amministrazione Comunale di Venezia lo ha onorato intitolandoli un parco pubblico al Lido di Venezia, località dove aveva vissuto gli ultimi anni.

## Opere
- Turcato Giuseppe e Zanon Dal Bo, 1943 - 1945 Venezia nella Resistenza, Venezia, Comune di Venezia, 1976.
- Turcato Giuseppe, Kim e i suoi compagni, Padova, Marsilio Editori, 1980.